# Basílica del Señor de Monserrate
La Basílica Santuario del Señor Caído de Monserrate es una basílica menor de culto católico situada en la cima del cerro de Monserrate, al oriente de Bogotá (capital de Colombia), la cual está consagrada bajo la advocación del Señor Caído de Monserrate. La basílica, inaugurada en 1920, es un santuario de peregrinación que hace parte de la Arquidiócesis de Bogotá.

## Historia
La construcción de la primera ermita fue autorizada por Juan de Borja y Armendia en 1640 al bachiller Pedro Solís, quien la finalizó en 1657, inicialmente bajo la advocación de la Virgen Morena de Monserrat y muy pronto fue reemplazada por la imagen del "Santo Cristo Caído a los azotes y clavado en la cruz", obra del maestro Pedro de Lugo Albarracín tallada en madera y con algunas piezas de plomo y plata. Dicha construcción tenía una capilla y un convento anexo donde habitaron los monjes recoletos de San Agustín hasta 1685, cuando fueron reemplazados por el Gabinete de Madrid, por padres Candelarios. 
El creciente número de feligreses y los daños ocurridos en la construcción original a causa del terremoto de 1917, obligaron a construir una nueva iglesia en la cumbre del cerro, la cual fue diseñada por el arquitecto Arturo Jaramillo Concha con un estilo arquitectónico Neogótico. La nueva iglesia se construyó gracias a la ayuda de los peregrinos, quienes subían al cerro a visitar al Señor Caído de Monserrate cargando por lo menos un ladrillo y fue terminada en 1925. Se inauguró en 1920.
Para la celebración del cuarto centenario de la ciudad en 1938, la iglesia comenzó a ser iluminada indirectamente durante la noche. En 1952 se construyó el altar elaborado en Florencia y el 12 de mayo de 1955 la iglesia se consagró a la Pasión de Nuestro Señor en ceremonia especial presidida por Emilio de Brigard.
El santuario acoge, desde 1640, una réplica de la Virgen de Montserrat, igual que la del Monasterio de Montserrat,  flanqueada por la bandera colombiana y la bandera de Bogotá. La figura original desapareció en 1950 y en 1996 fue repuesta por una donación del Monasterio de Montserrat.

## Vías de acceso
Existen tres formas de acceso a la basílica; la primera es el ascenso al cerro de Monserrate a pie, a través de un sendero peatonal de 2,5 kilómetros que cuenta con dos miradores. El sendero peatonal fue reabierto el 17 de noviembre de 2011 después de tres años de obras de mejoramiento. Para su adecuado mantenimiento, se estableció un horario de utilización del camino con horarios para deportistas, turistas com operadores y público general.
Otra medio es el funicular, construido entre 1926 y 1929 por la compañía suiza Lowis von Roll e inaugurado oficialmente el 18 de agosto de 1929. Tiene una longitud lineal de 800 metros y una pendiente promedio de 80° alcanzando una velocidad de 3,2 metros por segundo y su capacidad máxima es de 80 personas. 
La tercera posibilidad es a través del teleférico. Este fue inaugurado el 27 de septiembre de 1955, utiliza un sistema bicable y cuenta con dos cabinas con capacidad máxima de 40 personas.

## Galería

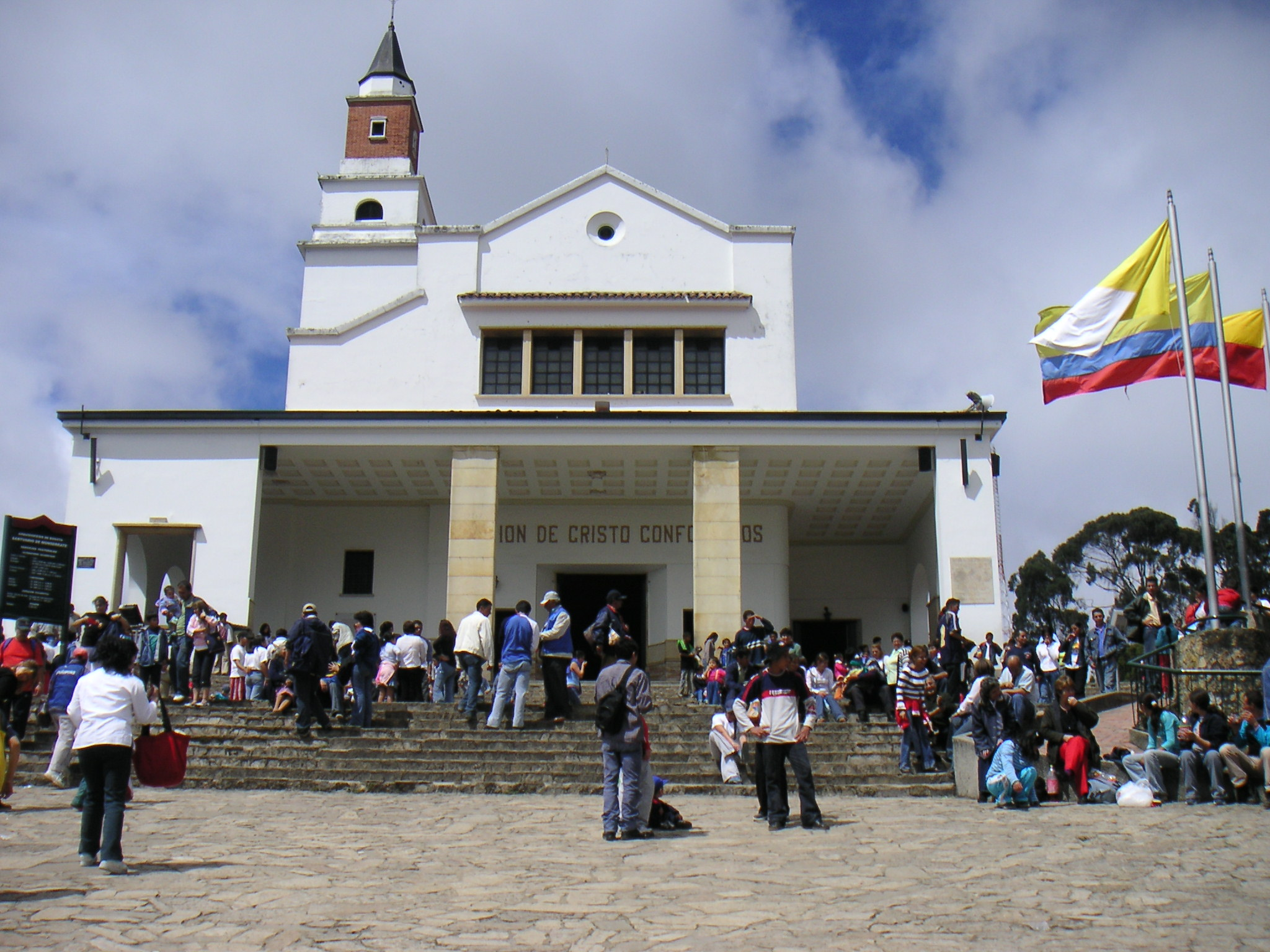
Atrio
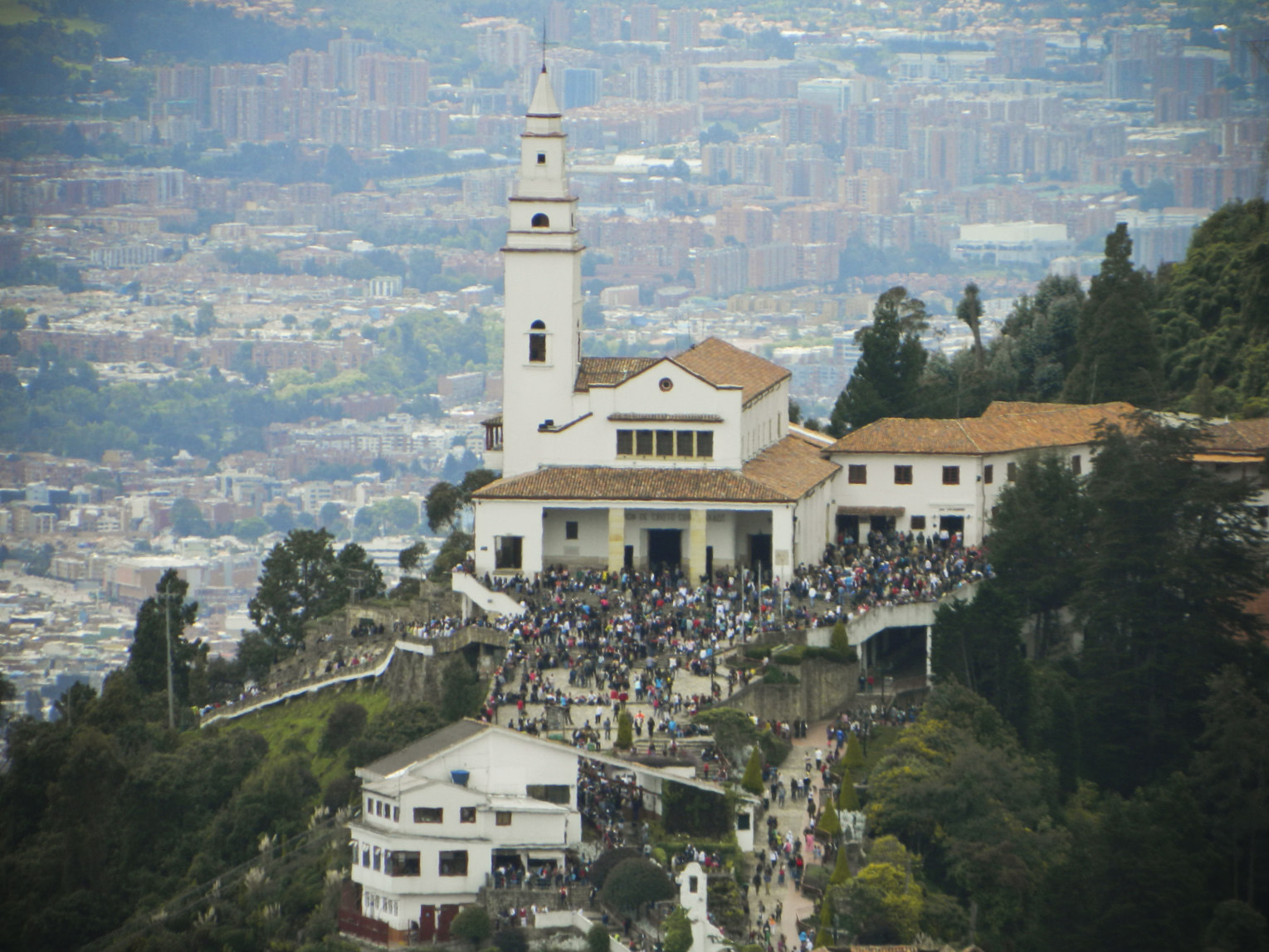
Costado sur
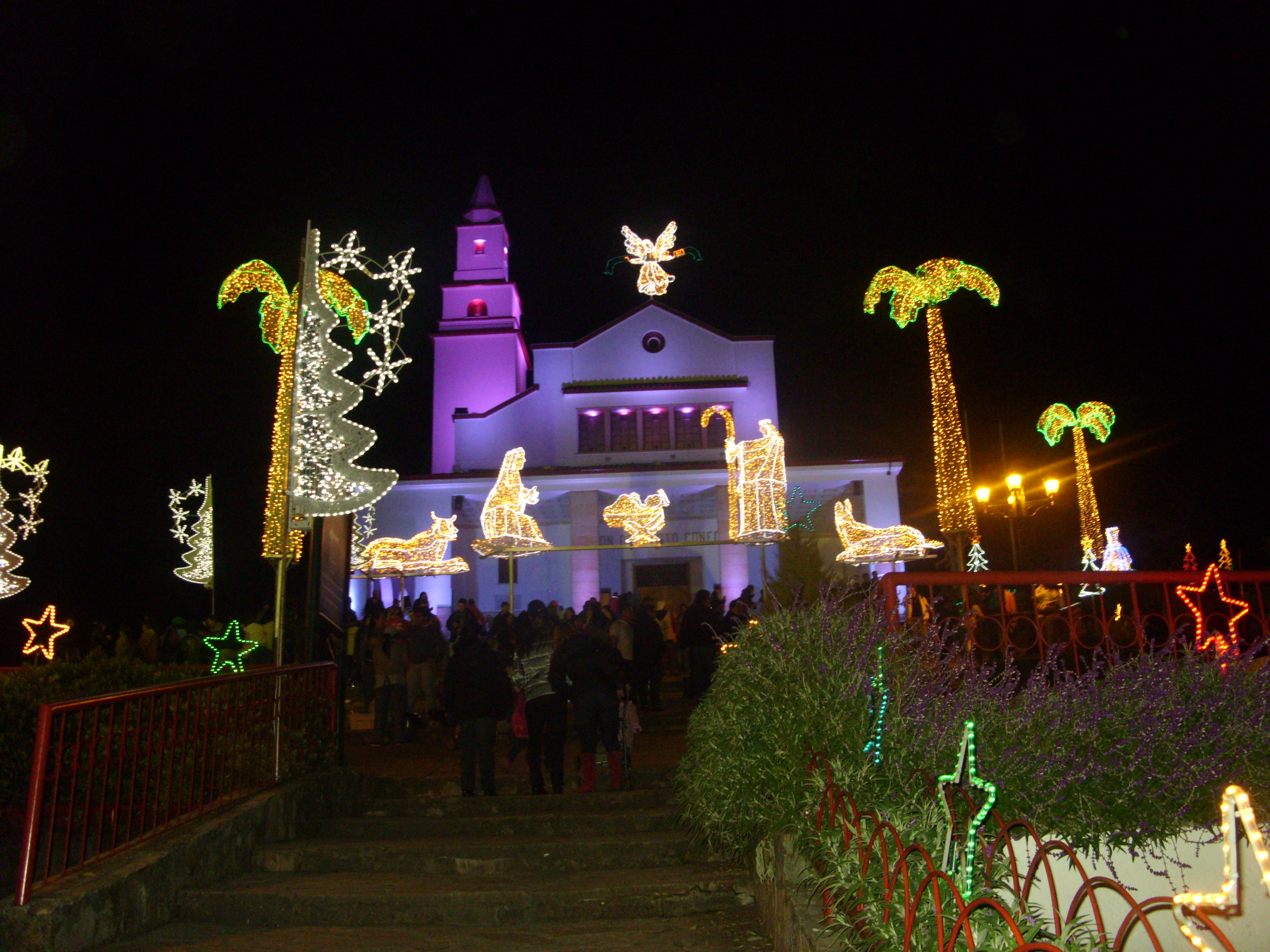
Iluminación navideña
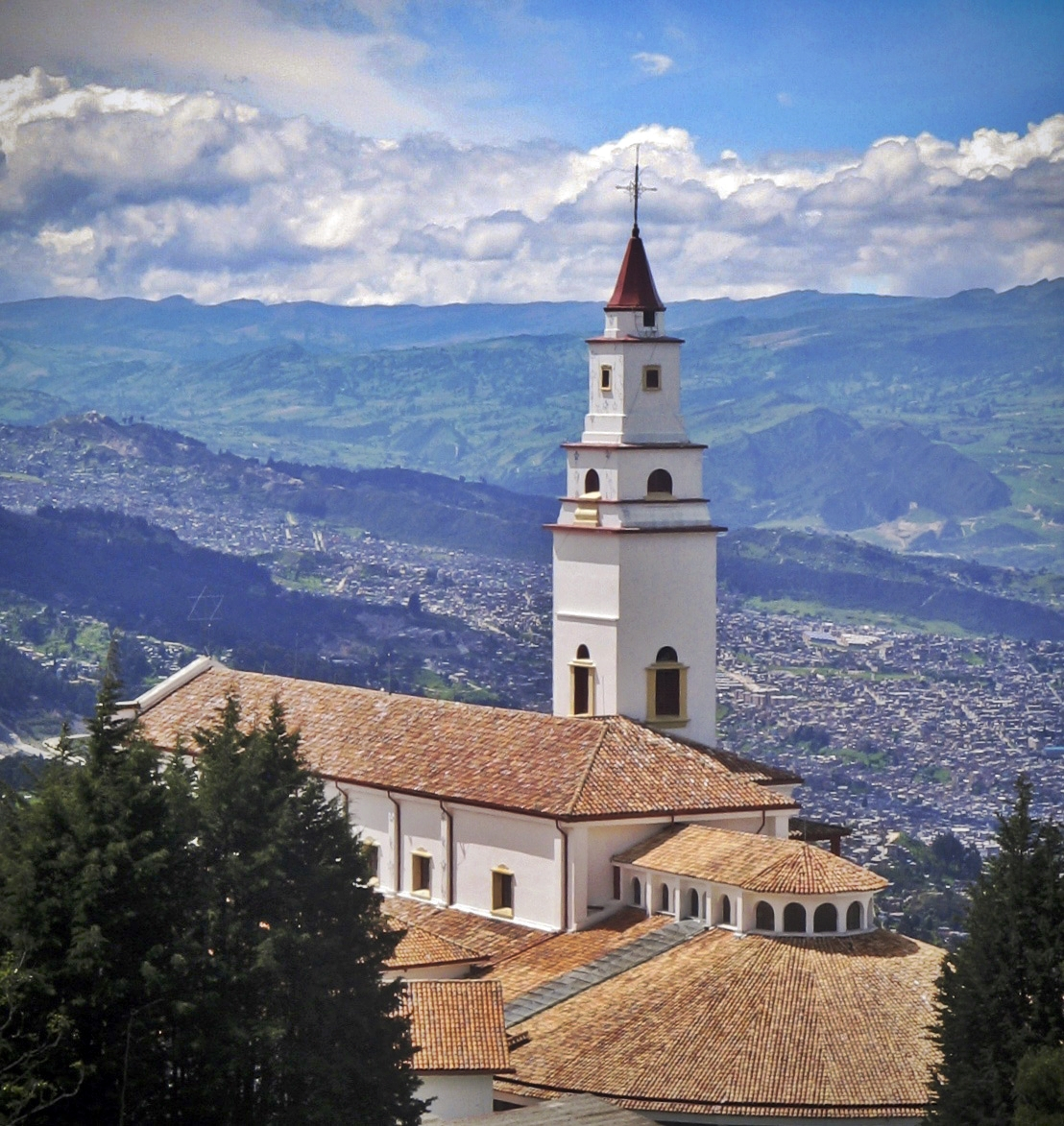
Costado nororiental
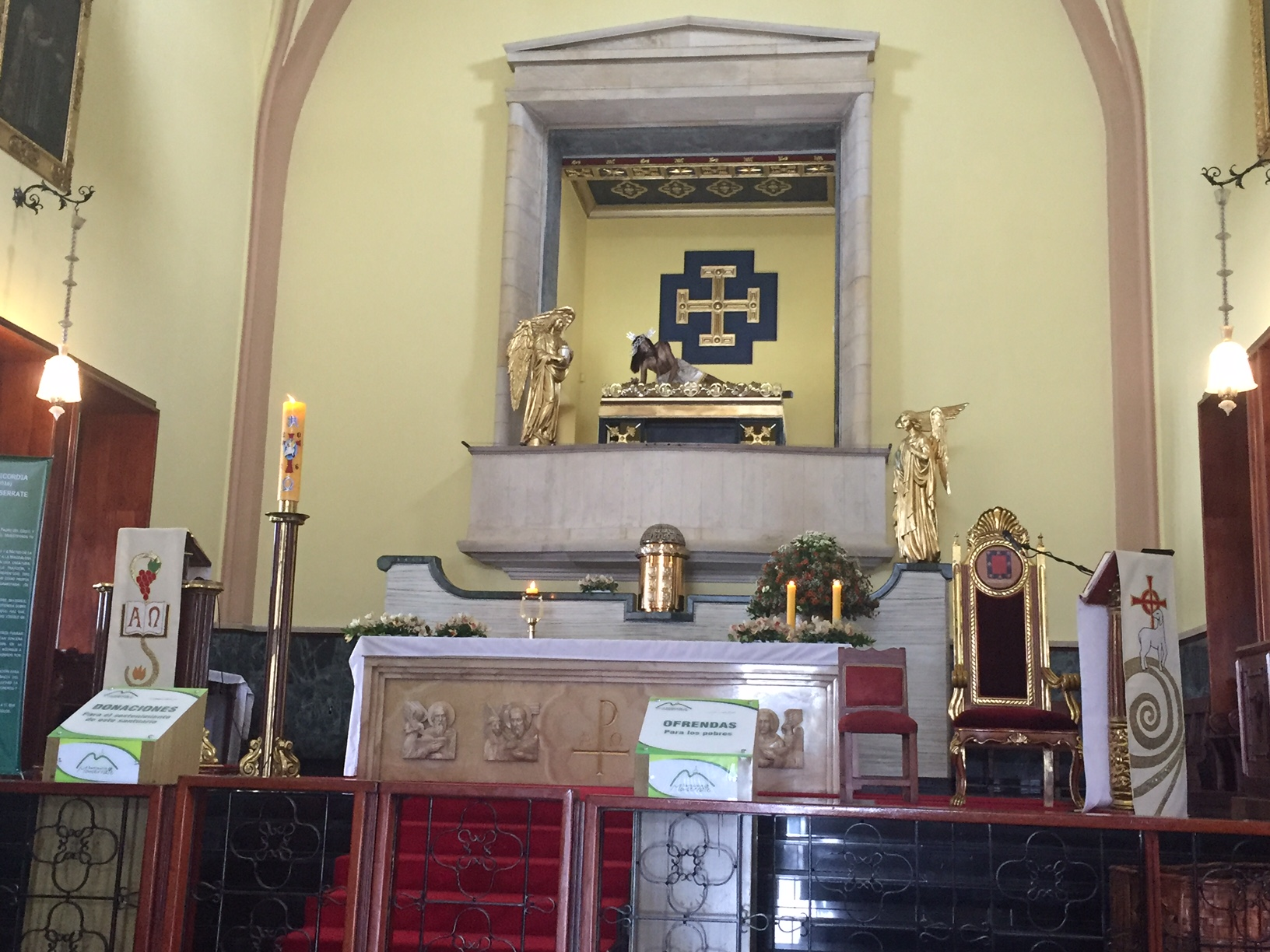
Altar y Señor Caído de Monserrate.
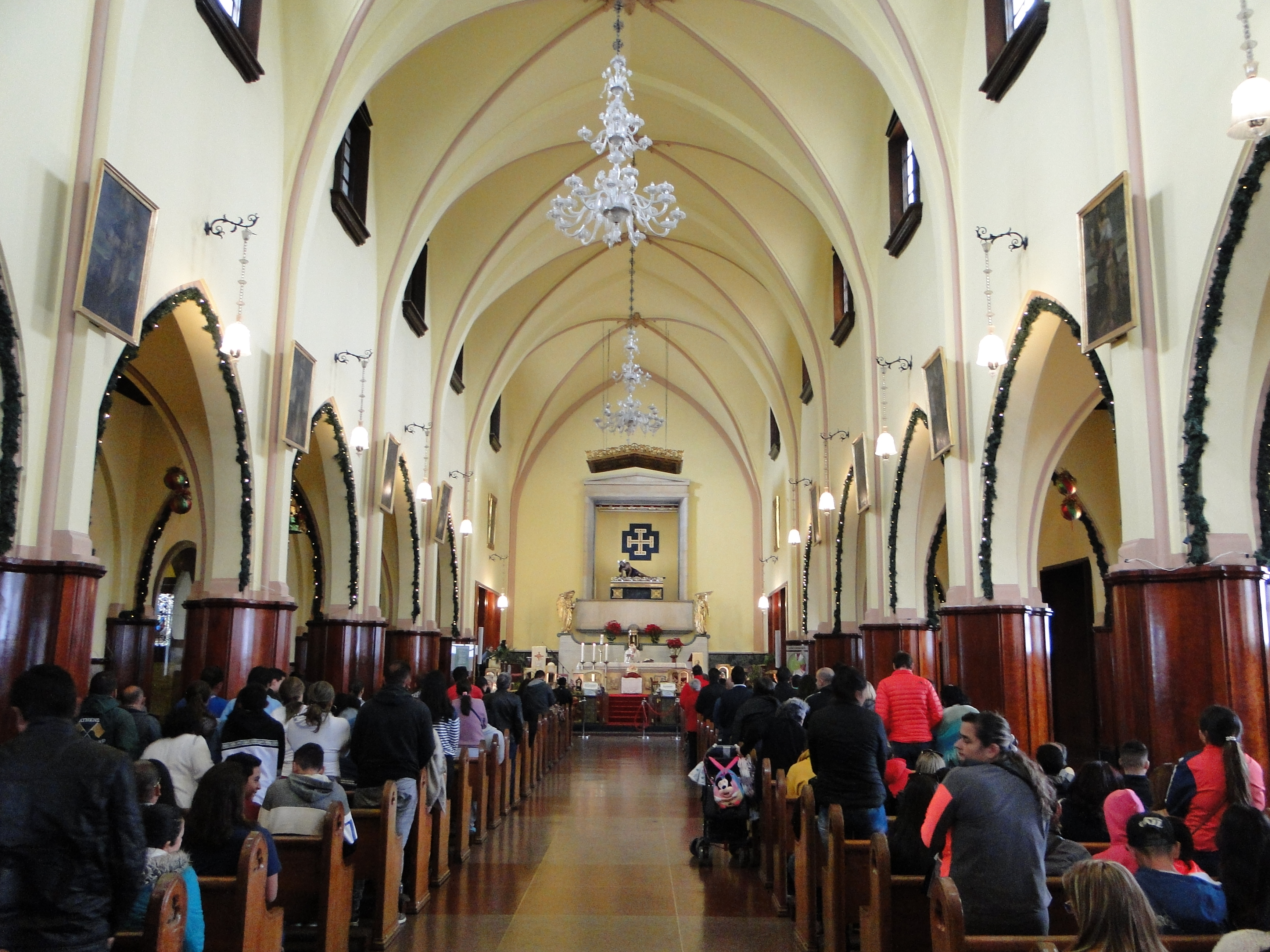
Nave central